# Eupithecia costalis
Eupithecia costalis es una especie de polilla de la familia Geometridae. La especie fue descrita por primera vez por Francis Walker habiendo sido descrita en 1863, con distribución en las regiones tropicales y subtropicales de Asia. Cuenta con dos subespeies: Eupithecia costalis costalis y Eupithecia costalis ferrisparsata. Los sintipos fueron descritos en Sarawak, Ceylon y Pundaloya.

## Distribución
La polilla se encuentra ampliamente distribuida en las regiones de tierras bajas tropicales y subtropicales del este y sudeste Asiático, desde la República de China hasta la India, Sri Lanka, Borneo y Hong Kong.

## Descripción
Es una polilla pequeña con una envergadura de unos 22 milímetros (0,9 plg). Los palpos tienen la segunda articulación que se extiende mucho más allá del mechón frontal. Las alas anteriores sin las escamas elevadas en los segmentos discocelulares. En la hembra, el cuerpo es de color blanco cinereo. Los palpos, la cabeza, el cuello y las patas delanteras son de un color oxidado brillante. El abdomen con una banda oxidada en el primer segmento abdominal. Las slas anteriores cuentan con una costa de color oxidado. Algunos putnos oscuros se encuentran en el nervio subcostal. Se puede observar una línea oscura subbasal ondulada y bandas antemediales y posmediales pálidas dobles con bordes oscuros. Las bandas posmediales están curvadas más allá de la célula, dentadas hacia afuera en las venas 6 y 4, y hacia adentro debajo de la vena 2.: Notas 1  A este nivel hay dos líneas mediales irregularmente dentadas. La zona exterior está oxidada, volviéndose marrón en el margen alar. Las alas posteriores cuentan con cuatro líneas onduladas en la mitad basal y una doble banda pálida posmedial de bordes oscuros que invade más allá de la celda. Ambas alas cuentan con una fina línea marginal.